# Philippe Francq
Philippe Francq, född 13 december 1961, är en belgisk serietecknare. Han är mest känd för att ha tecknat serien Largo Winch, till manus av Jean Van Hamme.

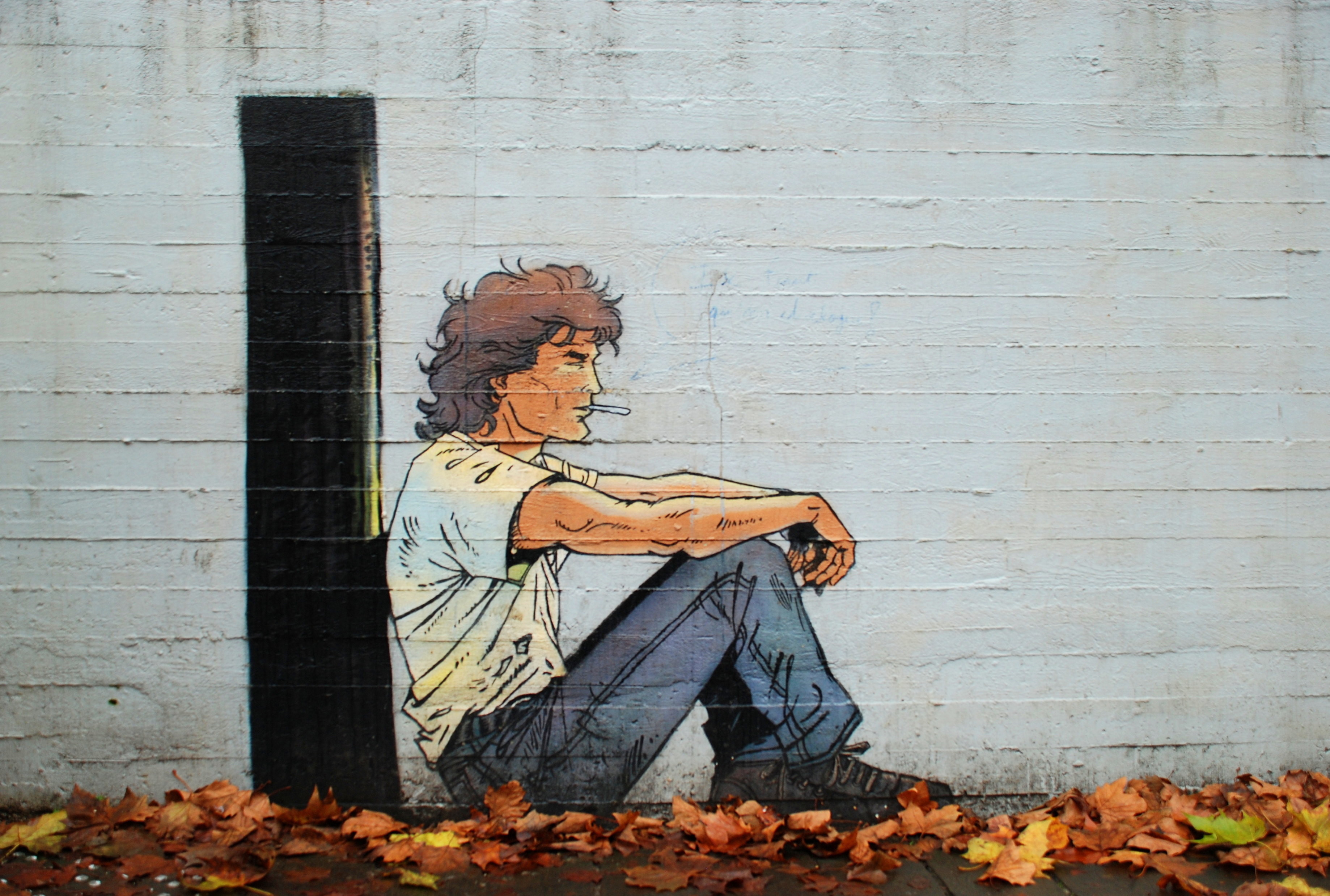
Largo Winch väggmålning på Place des Sciences i Louvain-la-Neuve (Belgien).